# باشگاه فوتبال لیوینگستون
باشگاه فوتبال لیوینگستون (انگلیسی: Livingston F.C.) یک باشگاه فوتبال اسکاتلندی است که در سال ۱۹۴۳ تأسیس شد و دفتر مرکزی آن در لیوینگستون است و در دسته اول اسکاتلند بازی می‌کند.